# Брюс Камау
Брюс Камау (англ. Bruce Kamau, нар. 28 березня 1995, Найробі, Кенія) — австралійський футболіст кенійського походження, який грає на позиції вінгера. Відомий за висупами у низці австралійських клубів та грецькому клубі ОФІ.

## Клубна кар'єра
Брюс Камау народився в Найробі, у віці 4 років перебрався з родиною до Австралії. До 2012 року виступав у низці австралійських юнацьких клубів, з 2012 до 2014 року грав за нижчоліговий клуб «Аделаїда Олімпік». У 2014 році він став гравцем команди «Аделаїда Юнайтед», дебютував у новій команді в матчі Кубка Австралії 5 серпня 2014 року проти «Веллінгтон Фенікс». Дебютував футболіст кенійського походження в A-Лізі в матчі проти «Брисбен Роар» на першому етапі сезону 2014—2015 років. У складі команди Камау став володарем Кубка Австралії 2014 року, а пізніше став переможцем A-Ліги сезону 2015—2016 років, спочатку регулярного чемпіонату, а потім і фінальної серії. З 2016 року Брюс Камау став гравцем команди «Мельбурн Сіті», з яким став переможцем Кубка Австралії 2016 року. З 3 травня 2018 року Камау став гравцем клубу «Вестерн Сідней Вондерерз». У липні 2021 року Камау на правах 3-річного контракту перейшов до грецького клубу ОФІ. На початок 2023 року керівництво грецького клубу віддало футболіста в оренду до клубу A-Ліги «Мельбурн Вікторі».

## Титули та досягнення
- Кубок Австралії (2):

«Аделаїда Юнайтед»: 2014: «Мельбурн Сіті»: 2016
- Чемпіон Австралії (1):

«Аделаїда Юнайтед»: 2015—2016